# Okręg wyborczy nr 79 do Sejmu Polskiej Rzeczypospolitej Ludowej (1989–1991)
Okręg wyborczy nr 79 do Sejmu Polskiej Rzeczypospolitej Ludowej (1989–1991) obejmował Poznań-Jeżyce i Poznań-Stare Miasto oraz gminy Chrzypsko Wielkie, Czerwonak, Duszniki, Kaźmierz, Kiszkowo, Kłecko, Kwilcz, Lwówek, Mieleszyn, Mieścisko, Murowana Goślina, Oborniki, Obrzycko, Ostroróg, Pniewy, Rokietnica, Sieraków, Skoki, Suchy Las, Szamotuły i Tarnowo Podgórne (województwo poznańskie). W ówczesnym kształcie został utworzony w 1989. Wybieranych było w nim 5 posłów w systemie większościowym.
Siedzibą okręgowej komisji wyborczej był Poznań-Stare Miasto.

## Wybory parlamentarne 1989

### Mandat nr 303 –Polska Zjednoczona Partia Robotnicza
| Kandydat | I tura | I tura | II tura | II tura |
| Kandydat | Głosów | %      | Głosów  | %       |
| --- | ------ | ------ | ------- | ------- |
| Marian Zawadzki                                                                                                 | 34 620 | 20,09  | 42 651  | 39,42   |
| Jerzy Lutomski                                                                                                  | 29 024 | 16,84  | 36 670  | 33,89   |
| Antoni Czubiński                                                                                                | 26 124 | 15,16  | —       | —       |
| Leszek Sieńko                                                                                                   | 5863   | 3,66   | —       | —       |
| Liczba głosów ważnych: 172 343 (I tura) • 108 204 (II tura) Źródło: Państwowa Komisja Wyborcza I tura i II tura |        |        |         |         |

### Mandat nr 304 –Polska Zjednoczona Partia Robotnicza
| Kandydat | I tura | I tura | II tura | II tura |
| Kandydat | Głosów | %      | Głosów  | %       |
| --- | ------ | ------ | ------- | ------- |
| Andrzej Aumiller                                                                                                | 39 185 | 22,79  | 48 194  | 44,62   |
| Jerzy Pawlak | 25 713 | 14,95  | 33 340  | 30,87   |
| Józef Pielachowski                                                                                              | 19 041 | 11,07  | —       | —       |
| Jan Jakobsze | 7614   | 4,61   | —       | —       |
| Liczba głosów ważnych: 171 949 (I tura) • 108 002 (II tura) Źródło: Państwowa Komisja Wyborcza I tura i II tura |        |        |         |         |

### Mandat nr 305 –Zjednoczone Stronnictwo Ludowe
| Kandydat | I tura | I tura | II tura | II tura |
| Kandydat | Głosów | %      | Głosów  | %       |
| --- | ------ | ------ | ------- | ------- |
| Czesław Janicki                                                                                                 | 66 421 | 38,44  | 71 388  | 66,14   |
| Dobrochna Martin                                                                                                | 26 031 | 15,07  | 27 298  | 25,29   |
| Leszek Bajda | 18 647 | 10,79  | —       | —       |
| Włodzimierz Maćkowiak                                                                                           | 17 135 | 9,92   | —       | —       |
| Liczba głosów ważnych: 172 788 (I tura) • 107 936 (II tura) Źródło: Państwowa Komisja Wyborcza I tura i II tura |        |        |         |         |

### Mandat nr 306 – bezpartyjny
| Kandydat                                                          | Głosów  | %     |
| ----------------------------------------------------------------- | ------- | ----- |
| Leonard Szymański                                                 | 115 094 | 62,58 |
| Barbara Stajgis                                                   | 36 426  | 19,81 |
| Wojciech Pęgiel                                                   | 16 637  | 9,05  |
| Liczba głosów ważnych: 183 909 Źródło: Państwowa Komisja Wyborcza |         |       |

### Mandat nr 307 – bezpartyjny
| Kandydat                                                          | Głosów  | %     |
| ----------------------------------------------------------------- | ------- | ----- |
| Hanna Suchocka                                                    | 128 234 | 71,62 |
| Ireneusz Migas                                                    | 17 452  | 9,75  |
| Ryszard Kaden                                                     | 12 847  | 7,18  |
| Maciej Urbański                                                   | 8895    | 4,97  |
| Liczba głosów ważnych: 179 041 Źródło: Państwowa Komisja Wyborcza |         |       |